# Бискупље
Бискупље је насеље у Србији у општини Велико Градиште у Браничевском округу. Према попису из 2022. било је 285 становника.

## Демографија
У насељу Бискупље живи 359 пунолетних становника, а просечна старост становништва износи 43,6 година (42,1 код мушкараца и 45,1 код жена). У насељу има 111 домаћинстава, а просечан број чланова по домаћинству је 3,87.
Ово насеље је великим делом насељено Србима (према попису из 2002. године), а у последња три пописа, примећен је пад у броју становника.
|  |

| Демографија | Демографија | Демографија |
| Година      | Становника  | Становника  |
| ----------- | ----------- | ----------- |
| 1948.       | 737         |             |
| 1953.       | 750         |             |
| 1961.       | 738         |             |
| 1971.       | 754         |             |
| 1981.       | 713         |             |
| 1991.       | 605         | 505         |
| 2002.       | 430         | 556         |
| 2011.       | 389         |             |

| Етнички састав према попису из 2002.‍ | Етнички састав према попису из 2002.‍ | Етнички састав према попису из 2002.‍ | Етнички састав према попису из 2002.‍ | Етнички састав према попису из 2002.‍ |
| ------------------------------------ | ------------------------------------ | ------------------------------------ | ------------------------------------ | ------------------------------------ |
|                                      |                                      |                                      |                                      |                                      |
| Срби                                 | Срби                                 |                                      | 429                                  | 99,76%                               |
| непознато                            | непознато                            |                                      | 0                                    | 0,0%                                 |

| Година пописа     | 1948. | 1953. | 1961. | 1971. | 1981. | 1991. | 2002. |
| ----------------- | ----- | ----- | ----- | ----- | ----- | ----- | ----- |
| Број домаћинстава | 146   | 142   | 146   | 144   | 135   | 123   | 111   |

| Број чланова      | 1  | 2  | 3  | 4  | 5  | 6  | 7 | 8 | 9 | 10 и више | Просек |
| ----------------- | -- | -- | -- | -- | -- | -- | - | - | - | --------- | ------ |
| Број домаћинстава | 13 | 17 | 17 | 23 | 18 | 14 | 6 | 3 | 0 | 0         | 3,87   |

| Пол    | Укупно | Неожењен/Неудата | Ожењен/Удата | Удовац/Удовица | Разведен/Разведена | Непознато |
| ------ | ------ | ---------------- | ------------ | -------------- | ------------------ | --------- |
| Мушки  | 180    | 38               | 123          | 15             | 3                  | 1         |
| Женски | 185    | 13               | 122          | 39             | 9                  | 2         |
| УКУПНО | 365    | 51               | 245          | 54             | 12                 | 3         |

| Пол    | Укупно                    | Пољопривреда, лов и шумарство | Рибарство                            | Вађење руде и камена | Прерађивачка индустрија       |
| ------ | ------------------------- | ----------------------------- | ------------------------------------ | -------------------- | ----------------------------- |
| Мушки  | 114                       | 85                            | 0                                    | 1                    | 10                            |
| Женски | 92                        | 83                            | 0                                    | 0                    | 3                             |
| УКУПНО | 206                       | 168                           | 0                                    | 1                    | 13                            |
| Пол    | Производња и снабдевање   | Грађевинарство                | Трговина                             | Хотели и ресторани   | Саобраћај, складиштење и везе |
| Мушки  | 0                         | 1                             | 4                                    | 1                    | 1                             |
| Женски | 0                         | 0                             | 1                                    | 1                    | 0                             |
| УКУПНО | 0                         | 1                             | 5                                    | 2                    | 1                             |
| Пол    | Финансијско посредовање   | Некретнине                    | Државна управа и одбрана             | Образовање           | Здравствени и социјални рад   |
| Мушки  | 0                         | 0                             | 0                                    | 1                    | 2                             |
| Женски | 0                         | 0                             | 0                                    | 1                    | 0                             |
| УКУПНО | 0                         | 0                             | 0                                    | 2                    | 2                             |
| Пол    | Остале услужне активности | Приватна домаћинства          | Екстериторијалне организације и тела | Непознато            | Непознато                     |
| Мушки  | 2                         | 0                             | 0                                    | 6                    | 6                             |
| Женски | 0                         | 0                             | 0                                    | 3                    | 3                             |
| УКУПНО | 2                         | 0                             | 0                                    | 9                    | 9                             |